# 제28엽병사단
제28엽병사단(독일어: 28. Jäger-Division)은 제2차 세계 대전 당시 독일 국방군 육군의 사단 중 하나다.
1936년 10월 슐레지엔 브레슬라우에서 제28보병사단 철십자 슐레지엔(28. Infanterie-Division Eisernes Kreuz Schlesische)으로 처음 편성되었다. 크림반도에서의 작전에 참여하고 세바스토폴 공방전에서 큰 피해를 입은 뒤 1941년 제28경보병사단(독일어: 28. leichte Infanterie-Division)으로 재편되었고 1942년 7월 제28엽병사단으로 최종 변경되었다. 당시 예하 부대는 다음과 같다.
- 제49엽병연대
- 제83엽병연대
- 제28포병연대
- 제28야전보충대대
- 제28공병대대
- 제28대전차자주포분견대
- 제28수색분견대
- 제28사단직속병력

## 역대 사단장
제28보병사단
- 중장 한스 폰 옵슈트펠더, 1936년 10월 1일 – 1940년 5월 21일
- 중장 요한 진후버, 1940년 5월 21일 – 1942년 7월

제28엽병사단
- 포병대장 요한 진후버, 1942년 7월 – 1943년 4월 30일
- 보병대장 프리드리히 슐츠, 1943년 5월 1일 – 1949년 11월 24일
- 소장 후베르투스 라마이, 1943년 11월 25일 – 1944년 1월
- 보병대장 한스 즈페트, 1944년 1월 – 1944년 4월 27일
- 중장 구스타프 하이슈터만 폰 치흘베르크, 1944년 4월 28일 – 1944년 11월 19일
- 소장 에른스트 쾨니히, 1944년 11월 20일 – 1945년 4월 11일
- 대령 한스 템펠호프, 1945년 4월 12일 – 1945년 5월

## 참고 자료
- Müller-Hillebrand, Burkhard (1969). Das Heer 1933-1945. Entwicklung des organisatorischen Aufbaues (독일어). Vol. III: Der Zweifrontenkrieg. Das Heer vom Beginn des Feldzuges gegen die Sowjetunion bis zum Kriegsende. Frankfurt am Main: Mittler. 286쪽.
- Tessin, Georg (1970). Verbände und Truppen der  deutschen Wehrmacht und Waffen-SS im Zweiten Weltkrieg, 1939 - 1945 (독일어). Vol. IV: Die Landstreitkräfte 15 -30. Frankfurt am Main: Mittler.